# Oliver Scholl
Oliver Scholl (* 1964 in Stuttgart) zeichnete in den 1980er Jahren Risszeichnungen für die Perry-Rhodan-Romanserie.
Er studierte Industriedesign an der Hochschule Pforzheim und zeichnete während seines Studiums regelmäßig für die Perry-Rhodan-Serie. Für den deutschen Science-Fiction-Film Moon 44 arbeitete er mit Roland Emmerich zusammen und kam dadurch in Kontakt mit Hollywood. Er ist seit den 1990er-Jahren als Production Designer für Hollywood tätig, u. a. für Independence Day, Godzilla, The Time Machine, Jumper, Codename U.N.C.L.E., Suicide Squad, Spider-Man: Homecoming, Venom und Star Wars: Skeleton Crew.
Neben seiner Tätigkeit in der Filmbranche zeichnet er seit 2002 auch Titelbilder für diverse Heyne-Taschenbuchserien und Perry-Rhodan-Hefte.